# توماس سوس
توماس سوس (بالألمانية: Thomas Süss)‏ هو لاعب كرة قدم ألماني في مركز الدفاع، ولد في 8 أبريل 1962 في راينفلدن في ألمانيا. لعب مع فيهين فيسبادن ونادي بازل ونادي كارلسروه ونوردشتيرن بازل.

## وصلات خارجية
- توماس سوس على موقع قاعدة بيانات كرة القدم.إي يو (الإنجليزية)
- توماس سوس على موقع بيانات كرة القدم. دي إي (الألمانية)
- توماس سوس على موقع عالم كرة القدم.نت (الإنجليزية)